# 小行星73533
小行星73533（73533 Alonso）是一颗绕太阳运转的小行星，为主小行星带小行星。该小行星于2003年7月25日发现。
該小行星以西班牙賽車手費爾南多·阿隆索命名。

## 轨道参数
小行星73533的轨道半长轴为2.3587424 UA，离心率为0.141。